# Gentiana tonkinensis
Gentiana tonkinensis är en gentianaväxtart som beskrevs av S. Hul. Gentiana tonkinensis ingår i släktet gentianor, och familjen gentianaväxter. Inga underarter finns listade i Catalogue of Life.